# Freund-Feind-Erkennung

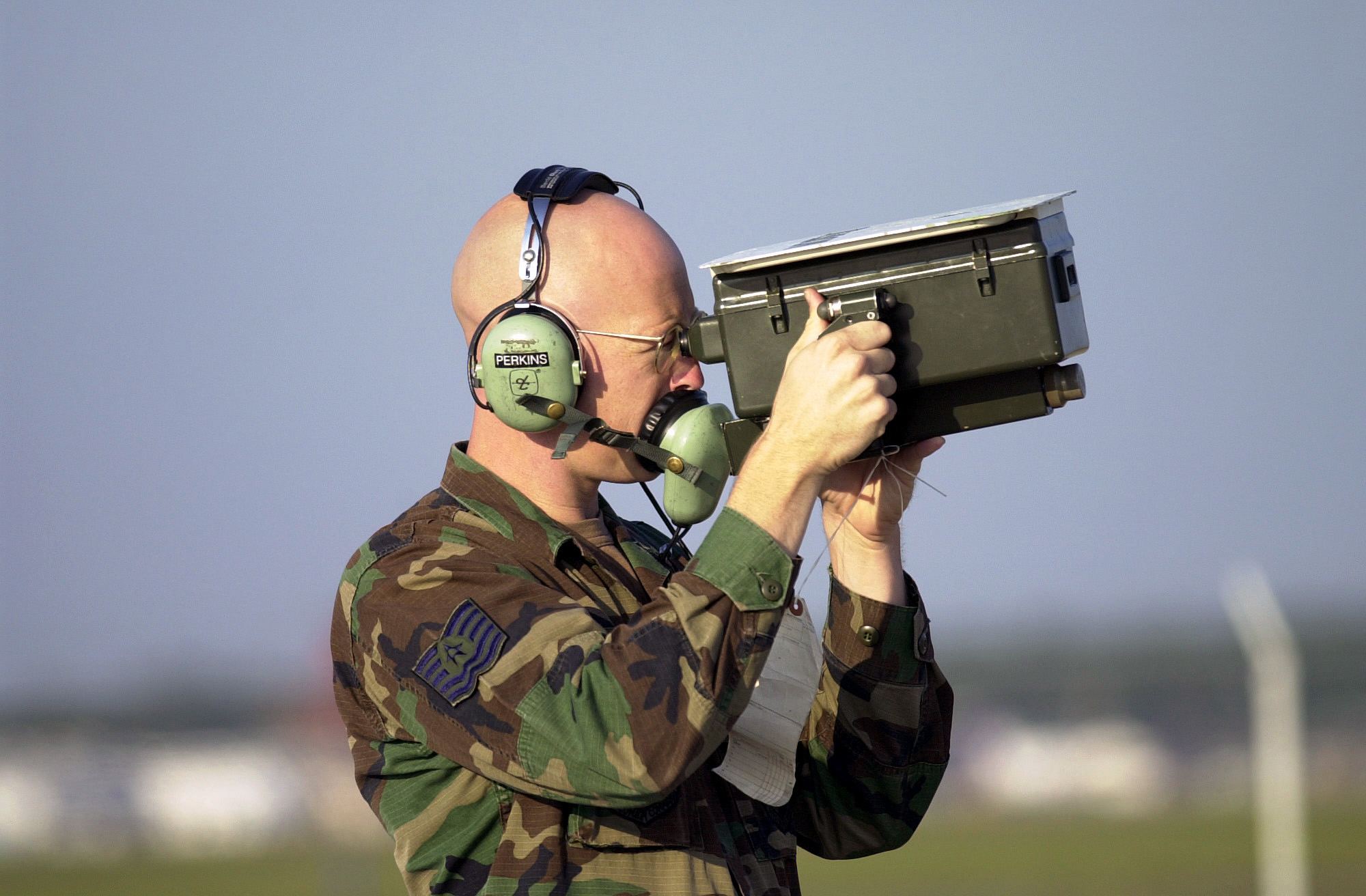
Ein Techniker der United States Air Force prüft mit einem IFF-Abfragegerät das Antwortgerät eines Flugzeugs

Eine Freund-Feind-Erkennung (englisch identification friend or foe (IFF)) ist ein elektronisches System, das die Identifizierung eines erkannten Objekts ermöglicht. Es wird meist verwendet, um eigene Kampfflugzeuge von gegnerischen Kampfflugzeugen zu unterscheiden und um Eigenbeschuss zu vermeiden.
Ferner wird es auch für Landfahrzeuge und Schiffe eingesetzt.

## Funktionsweise Radar
Eine Freund-Feind-Erkennung basiert auf der Kommunikation eines Abfragegerätes (Interrogator) am Boden oder an Bord eines Luftfahrzeugs mit einem Antwortgerät (Transponder) an Bord eines anderen Luftfahrzeuges. Das Abfragegerät sendet eine verschlüsselte Anfrage (Request) an den Transponder eines anderen Luftfahrzeugs. Dieser Transponder antwortet mit einem verschlüsselten Antwortcode. Erfüllt die Antwort vorgegebene Kriterien, so wird das antwortende Luftfahrzeug als Freund identifiziert. Ein nicht oder mit einem falschen Code antwortendes Luftfahrzeug wird hingegen nicht als Feind, sondern als Unbekannt klassifiziert (Alliierte Kräfte antworten möglicherweise wegen eines Defekts oder anderer Gründe nicht, oder nicht korrekt auf Abfragen. Des Weiteren können unbeteiligte Parteien, wie bspw. zivile Luftfahrzeuge nicht über die nötige Ausrüstung verfügen).
Technisch beruht das militärische IFF-Verfahren auf dem gleichen Prinzip wie das zivile Sekundärradar (engl. Secondary Surveillance Radar, SSR). Beide nutzen die gleichen NATO-weit harmonisierten Frequenzen (1030 und 1090 MHz; mit definiertem Schutzabstand) für Sendung und Empfang. Das militärische IFF-System ist mit dem zivilen SSR-System kompatibel; siehe auch Flugfunktransponder.

## Einsatz

### Luftstreitkräfte

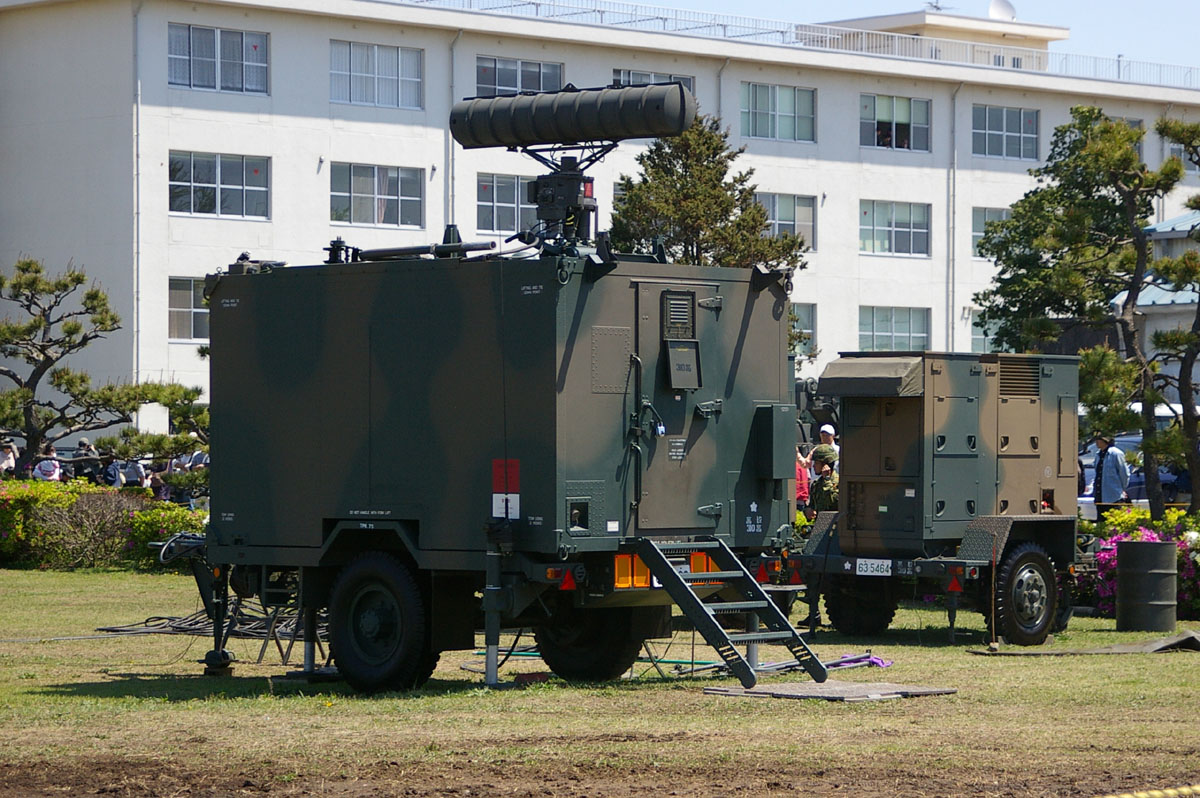
HAWK: Platoon Command Post (PCP) Anhänger mit Feuerleitrechner und IFF-Anlage

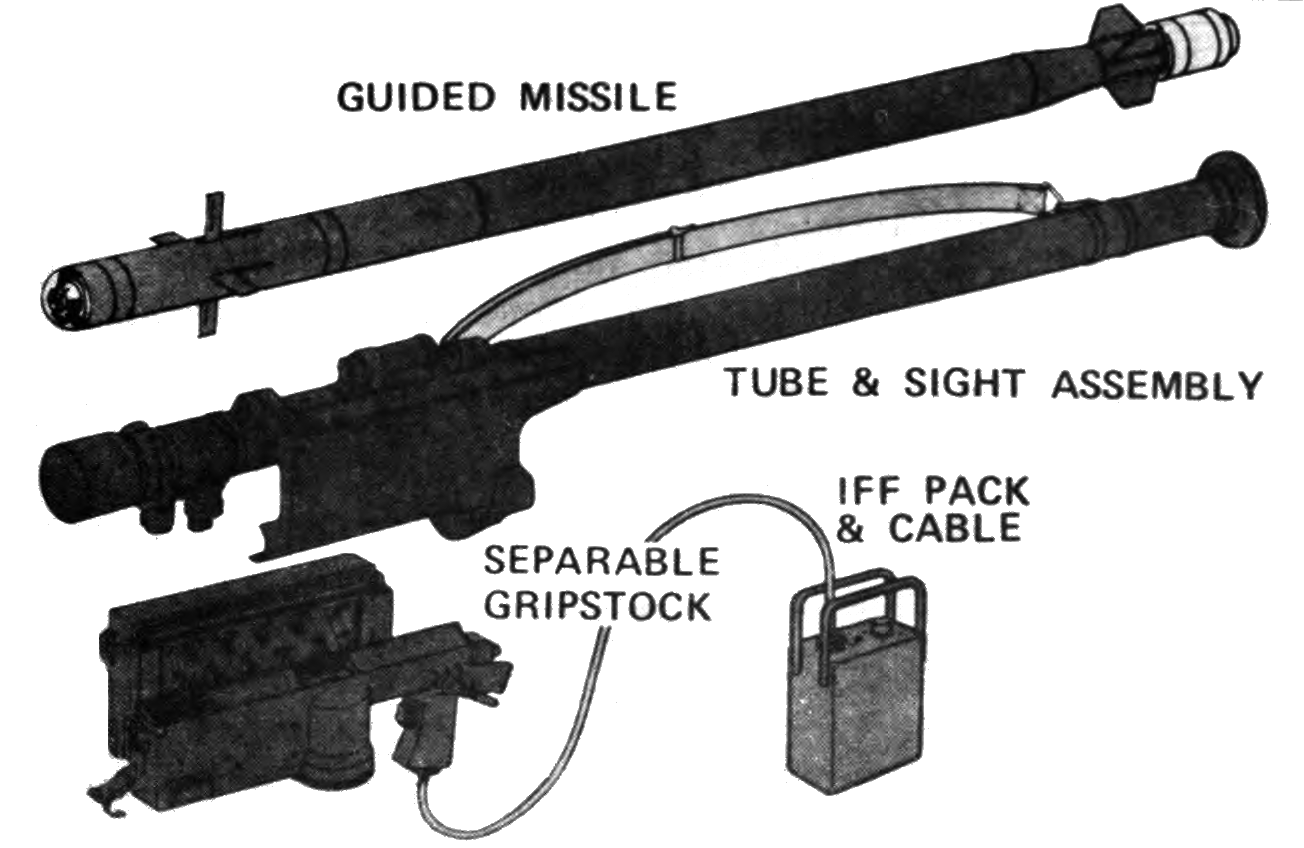
FIM-92 Stinger mit IFF-Abfragegerät

Das System kommt bei den meisten militärischen Luftraumüberwachungs-Radarsystemen, bei Flak- und Flugabwehrraketensystemen (siehe HAWK und Patriot), auf Schiffen sowie in den meisten fliegenden Waffensystemen zum Einsatz. Auch beim schultergestützten FlaRak-System FIM-92 Stinger wird ein IFF-System eingesetzt.

### Bodenstreitkräfte
Bei Bodenstreitkräften wie Infanterie- und Panzertruppe werden optische Retroreflektoren genutzt. Diese befinden sich auf einer festgelegten Position an den Uniformen und Fahrzeugen. Sie reflektieren Infrarotlicht und ermöglichen so in der Dunkelheit die Identifizierung bei Verwendung von Nachtsichtgeräten.
Ein aktives IFF-System für Infanterie wurde in den 2000er Jahren von Rheinmetall Defence entwickelt. Als Teil des ZEFF Basisdemonstrator Soldat wurde 2005 ein aus einem aktiven Transponder am Soldaten und einer Abfrageeinheit am Gewehr bestehendes System vorgestellt. Das Dismounted soldier identification device (DSID) soll eine zuverlässigere Erkennung eigener Soldaten ermöglichen als bisherige passive Systeme. Die maximale Reichweite beträgt dabei 3000 Meter.

## Geschichte
Die ersten IFF-Geräte wurden im Zweiten Weltkrieg entwickelt. In Großbritannien kamen ab Kriegsbeginn Dipolantennen bei Flugzeugen zum Einsatz, später die ausgereifteren Systeme IFF Mark I bis IFF Mark III. Deutsche Fernnachtjäger verfolgten britische Bomber bis nach England zurück, um sie kurz vor der Landung abzuschießen. Die britische Luftabwehr hatte nun das Problem, feindliche von eigenen Maschinen zu unterscheiden. Das System trug den Codenamen Parrot (Papagei) – und wenn zur Identifikation Lotsen die Flugzeugbesatzung aufforderten, dieses „Ur-IFF“ einzuschalten, übermittelten sie: „Squawk your parrot“, also in etwa: „Lass Deinen Papagei kreischen!“ Die Bezeichnung Squawk wird noch heute in der Luftfahrt für den Transpondercode benutzt. Im Winter 1941/42 war es den Briten möglich, auch bei mehreren Flugzeugen präzise die feindlichen zu bekämpfen.
Auf deutscher Seite entwickelte die GEMA ein IFF-System. Die Bordgeräte „Erstling“ (FuG 25a) arbeiteten im UKW-Band mit den Frequenzen 168 MHz (Antwortgeber/Sender) bzw. 117–133 MHz (Abfrageempfänger). Die technische Tarnbezeichnung lautete: 300-W-UKW-Abfrage-Impuls-Wiederholer.